# Референдум у Південній Осетії (2011)
Референдум у самопроголошеній Південній Осетії про надання російській мові статусу державної пройшов 13 листопада 2011 року на окупованій грузинській території одночасно з президентськими виборами самопроголошеної Республіки. На голосування було винесено питання: «Чи згодні Ви, щоб державними мовами в Республіці Південна Осетія були осетинська та російська?».
До того часу статус державної мала лише осетинська мова. Російська мова, а також в деяких випадках грузинська, мали статус офіційних.
Формулювання питання критикував колишній віце-спікер парламенту І. Мамієв, вказуючи, що слід було в питанні сформулювати як саме буде звучати у разі прийняття поправок нова редакція статті 4 Конституції. Самопроголошений президент Едуард Кокойти висловив підтримку наданню статусу державної російській мові. Спочатку проведення референдуму планувалося 11 вересня, але в серпні було перенесено.
За остаточними результатами, з 23 737 виборців, які взяли участь у референдумі, 19 797 (83,4 %) проголосували «за», 3902 (16,44 %) — «проти».
5 квітня 2012 року самопроголошений Парламент Південної Осетії під час пленарного засідання ухвалив Конституційний закон «Про державні мови Республіки Південна Осетія». 6 червня 2012 року закон був схвалений в остаточному читанні. Російська мова стала однією з двох державних мов самопроголошеної республіки Південна Осетія.
Референдум не визнаний жодною країною світу, крім тих, що визнали державну незалежність самопроголошеної Південної Осетії.